# 紅茶花傳
紅茶花傳（日语：紅茶花伝、こうちゃかでん）是日本可口可樂銷售的紅茶品牌。日本可口可樂的茶飲料曾使用SIMBA品牌，在1992年2月將紅茶飲料獨立為單獨品牌。名稱取自於能劇理論書風姿花傳。除了日本以外，紅茶花傳自2019年3月起在台灣亦有銷售。

## 外部連結
- 日本コカ・コーラ社 紅茶花伝ロイヤルミルクティー （页面存档备份，存于）